# Tillandsia simulata
Tillandsia simulata är en gräsväxtart som beskrevs av John Kunkel Small. Tillandsia simulata ingår i släktet Tillandsia och familjen Bromeliaceae. Inga underarter finns listade i Catalogue of Life.